# 下格里斯巴赫
下格里斯巴赫是德国巴伐利亚州的一个市镇。总面积73.60平方公里，总人口6104人，其中男性3024人，女性3080人（2011年12月31日），人口密度83人/平方公里。